# Serge Boupda
Serge Boupda est un ancien banquier d'origine camerounaise. Il est le fondateur  et directeur général de la fintech Diool.

## Biographie

### Enfance, éducation et débuts
Ingénieur de formation, Serge Boupda commence sa carrière en Europe en tant que trader à la Société générale. Après une dizaine d'années, il décide de retourner s'installer au Cameroun,,.

### Carrière
Serge et son frère Philippe Boupda créent la plateforme Diool en 2013 pour faciliter les transactions financières au Cameroun et dans la sous région de l'Afrique Centrale,,,,.